# NLFP
NLFP (acronimo di Non lo faccio più) è un singolo del gruppo musicale italiano Psicologi e del rapper italiano Thasup, pubblicato il 12 maggio 2022 come unico estratto dalla riedizione del secondo album in studio degli Psicologi Trauma.

## Tracce
1. NLFP – 2:37

## Classifiche
| Classifica (2022) | Posizione massima |
| ----------------- | ----------------- |
| Italia            | 32                |